# OsCommerce

osCommerce，全称“Open Source Commerce”，简称OSC，是一套電子商務與線上 store-management 軟體程式。
它能夠被使用在任何的网页服务器，因為它是使用PHP與MySQL架構而成。它是採用GNU通用公共许可证授權的自由软件。

## 相關書籍
- osCommerce迅速建置電子商務網站（作者：顏漢昇、曾于修 出版社： 數位人）ISBN 986-7695-49-6
- 开源osCommerce:轻松架设专业电子商务平台 （作者：任宇宏 ／著 出版社：中国电子工业出版社）ISBN：712-1032-228
- 網路商店架設與管理-osCommerce（作者：曾光輝、廖漢君／著 出版社：知城數位科技）ISBN 986-7489-68-3
- osCommerce電子商務＼購物網站架設全攻略（作者：超維度工作室／著 出版社：松崗）ISBN 986-125-408-0
- OSCOMMERCE購物網站架設實戰（作者：鄭重男 出版社：學貫行銷股份有限公司）ISBN 986719865
- 電子商務網站經營與管理-osCommerce（作者：廖漢君、曾光輝／著 出版社：碁峰）ISBN 978-986-181-128-4
- Watson, Kerry. The osCommerce Technical Manual. Victoria, BC Canada: On Demand Manuals. pp. 11-14 ISBN 1-4120-3733-6.

## 外部連結
- osCommerce official site （页面存档备份，存于）
- 中的“OsCommerce”
- osCommerce 中国 - 技术支持与二次开发 （页面存档备份，存于）
- osCommerce 中国俱乐部
- OsCommerce - ProgWiki （页面存档备份，存于）